# Essaïd Belkalem
Essaïd Belkalem (Mekla (provincie Tizi Ouzou), 1 januari 1989) is een Algerijns profvoetballer die bij voorkeur als verdediger speelt. Hij verruilde in juli 2014 Granada CF voor Watford, dat hem in het voorgaande seizoen al huurde. Belkalem debuteerde in 2012 in het Algerijns voetbalelftal.

## Clubcarrière
Belkalem stroomde door vanuit de jeugd van Jeunesse Sportive de Kabylie, waarvoor hij vijf seizoenen in de Algerian Championnat National speelde. In de zomer van 2013 liep zijn contract af. Hij zou naar de Italiaanse club Udinese gaan, maar het was in Italië niet toegestaan dat de club meer dan twee spelers van buiten de Europese Unie zou kopen. Belkalem werd daarom ingelijfd door de Spaanse ploeg Granada CF, net als Udinese en de Engelse club Watford op dat moment eigendom van de Italiaanse zakenman Giampaolo Pozzo. Hij tekende een contract voor vijf jaar en werd het eerste seizoen verhuurd aan Watford. Watford nam hem vervolgens definitief over.

## Interlandcarrière
In 2007 werd Belkalem opgeroepen voor het Algerijns voetbalelftal onder 20 jaar voor de eerste editie van het internationale toernooi om de Mediterranean Trophy, dat gehouden werd in Sicilië. Een jaar later kwam hij uit voor het team op het Afrikaans Jeugdkampioenschap, in een kwalificatiewedstrijd tegen Mauritanië. In augustus 2009 werd hij geselecteerd voor het Olympisch voetbalteam van Algerije en deed hij mee aan een trainingskamp in Algiers. In 2010 kwam hij uit voor de nationale selectie in een oefenwedstrijd tegen Libië.
Op 12 mei 2012 werd hij geselecteerd voor het Algerijns voetbalelftal. Hij nam deel aan meerdere kwalificatiewedstrijden, waaronder tegen Benin en Rwanda in 2013. Ook speelde hij in 2013 mee tijdens de returnwedstrijd voor de Africa Cup in de kwalificatieronde tegen Gambia. Op 9 september maakte hij zijn officieel interlanddebuut in de basis in de kwalificatiewedstrijd voor de Africa Cup tegen Libië. Hij speelde de complete wedstrijd, die Algerië won met 1–0. Op 2 juni werd Belkalem opgenomen in de selectie voor het wereldkampioenschap voetbal 2014 in Brazilië door bondscoach Vahid Halilhodžić.
| Interlands van Essaïd Belkalem voor Algerije | Interlands van Essaïd Belkalem voor Algerije | Interlands van Essaïd Belkalem voor Algerije | Interlands van Essaïd Belkalem voor Algerije | Interlands van Essaïd Belkalem voor Algerije | Interlands van Essaïd Belkalem voor Algerije | Interlands van Essaïd Belkalem voor Algerije |
| №                                            | Datum                                        | Wedstrijd                                    | Uitslag                                      | Soort wedstrijd                              | Doelpunten                                   | Assists                                      |
| Als speler bij JS Kabylie                    | Als speler bij JS Kabylie                    | Als speler bij JS Kabylie                    | Als speler bij JS Kabylie                    | Als speler bij JS Kabylie                    | Als speler bij JS Kabylie                    | Als speler bij JS Kabylie                    |
| -------------------------------------------- | -------------------------------------------- | -------------------------------------------- | -------------------------------------------- | -------------------------------------------- | -------------------------------------------- | -------------------------------------------- |
| 1.                                           | 9 september 2012                             | Libië – Algerije                             | 0 – 1                                        | Kwalificatie African Cup                     | 0                                            | 0                                            |
| 2.                                           | 14 oktober 2012                              | Algerije – Libië                             | 2 – 0                                        | Kwalificatie African Cup                     | 0                                            | 1                                            |
| 3.                                           | 14 november 2012                             | Algerije – Bosnië en Herzegovina             | 0 – 1                                        | Vriendschappelijk                            | 0                                            | 0                                            |
| 4.                                           | 12 januari 2013                              | Zuid-Afrika – Algerije                       | 0 – 0                                        | Vriendschappelijk                            | 0                                            | 0                                            |
| 5.                                           | 22 januari 2013                              | Tunesië – Algerije                           | 1 – 0                                        | African Cup                                  | 0                                            | 0                                            |
| 6.                                           | 26 januari 2013                              | Algerije – Togo                              | 0 – 2                                        | African Cup                                  | 0                                            | 0                                            |
| 7.                                           | 30 januari 2013                              | Algerije – Ivoorkust                         | 2 – 2                                        | African Cup                                  | 0                                            | 0                                            |
| 8.                                           | 26 maart 2013                                | Algerije – Benin                             | 3 – 1                                        | Kwalificatie WK 2014                         | 0                                            | 0                                            |
| 9.                                           | 2 juni 2013                                  | Algerije – Burkina Faso                      | 2 – 0                                        | Vriendschappelijk                            | 0                                            | 0                                            |
| 10.                                          | 9 juni 2013                                  | Benin – Algerije                             | 1 – 3                                        | Kwalificatie WK 2014                         | 0                                            | 0                                            |
| 11.                                          | 16 juni 2013                                 | Rwanda – Algerije                            | 0 – 1                                        | Kwalificatie WK 2014                         | 0                                            | 0                                            |
| 12.                                          | 12 oktober 2013                              | Burkina Faso – Algerije                      | 3 – 2                                        | Kwalificatie WK 2014                         | 0                                            | 0                                            |
| 13.                                          | 31 mei 2014                                  | Algerije – Armenië                           | 3 – 1                                        | Vriendschappelijk                            | 1                                            | 0                                            |
| 14.                                          | 22 juni 2014                                 | Zuid-Korea – Algerije                        | 2 – 4                                        | WK 2014                                      | 0                                            | 0                                            |
| 15.                                          | 26 juni 2014                                 | Algerije – Rusland                           | 1 – 1                                        | WK 2014                                      | 0                                            | 0                                            |
| 16.                                          | 30 juni 2014                                 | Duitsland – Algerije                         | 2 – 1                                        | WK 2014                                      | 0                                            | 0                                            |
| 17.                                          | 6 september 2014                             | Ethiopië – Algerije                          | 1 – 2                                        | Kwalificatie AK 2015                         | 0                                            | 0                                            |
| 18.                                          | 10 september 2014                            | Algerije – Mali                              | 1 – 0                                        | Kwalificatie AK 2015                         | 0                                            | 0                                            |
| 19.                                          | 19 november 2014                             | Mali – Algerije                              | 2 – 0                                        | Kwalificatie AK 2015                         | 0                                            | 0                                            |